# Deveti saziv Hrvatskog sabora
Deveti saziv Hrvatskog sabora konstituiran je 14. listopada 2016. godine izborom Bože Petrova za predsjednika Hrvatskog sabora. Zbog smjene četvorice Mostovih ministara u Vladi, ali i zbog pada oporbene inicijative za opoziv ministra financija Zdravka Marića, Božo Petrov podnio je 4. svibnja 2017. godine ostavku na mjesto predsjednika Hrvatskog sabora. Dana 5. svibnja 2017. godine za novog predsjednika Hrvatskoga sabora izabran je Gordan Jandroković (HDZ). Jandroković je izabran sa 76 glasova za i 13 protiv čime je postao 12. predsjednik Hrvatskoga sabora od kada je konstituiran prvi demokratski izabrani višestranački Sabor, 30. svibnja 1990. godine.

## Hrvatski sabor – 9. saziv
| Hrvatski sabor – 9. saziv | Hrvatski sabor – 9. saziv |
| ------------------------- | --- |
| Predsjednik               | Gordan Jandroković, HDZ Od 5. svibnja 2017. |
| Potpredsjednici           | Milijan Brkić (HDZ) Željko Reiner (HDZ) Furio Radin (nac. manjine) Siniša Hajdaš Dončić (SDP) Božo Petrov (Most) |
| Zastupnička mjesta        | |
| Političke stranke         | Vlada (59) - HDZ (55) - HNS (4) Podržavaju Vladu (24) - neo. (11) – Bilek, Habek, Jankovics, Kajtazi, Lacković, Lekaj Prljaskaj, Komparić Devčić, Mišić, Radin, Ronko, Saucha - BM 365 (5) - SDSS (3) - HDS (2) - HSLS (1) - HDSSB (1) - Reformisti (1) Oporba (68) - SDP (29) - Most (10) - neo. (7) – Glasnović, Glavašević, Hasanbegović, Panenić, Škibola, Vučetić, Žagar - GLAS (4) - HSS (4) - IDS (3) - ŽZ (2) - Demokrati (1) - HRAST (1) - HSU (1) - NHR (1) - NLM (1) - NP (1) - PH (1) - SIP (1) - SNAGA (1) |

## Parlamentarni izbori 2016.
Na izborima za Hrvatski sabor održanim 10. (u inozemstvu) i 11. (u inozemstvu i u Hrvatskoj) rujna 2016. godine HDZ relativni je izborni pobjednik s osvojenim 61-im mandatom, SDP-ova Narodna koalicija ima 54 mandata, Most nezavisnih lista osvojio je 13 mandata, Koalicija Jedina opcija osam, IDS tri, koalicija oko Milana Bandića dva, po jedan HDSSB i neovisni zastupnik Željko Glasnović.
U utorak 27. rujna 2016. godine predsjednik DIP-a Branko Hrvatin predao je konačne rezultate izbora predsjednici Republike Hrvatske, Kolindi Grabar-Kitarović čime je ispunjen uvjet Ustava za početak konzultacija Predsjednice s parlamentarnim strankama o mandataru nove Vlade, te po završetku konzultacija slijedi imenovanje mandatara. Predsjednica Grabar-Kitarović sazvala je prvo zasjedanja Hrvatskoga sabora za petak, 14. listopada 2016. godine.

## Raspodjela mandata

### Prema rezultatima izbora
| Stranka                                                                |  | %     | Broj glasova | Broj mandata |
| ---------------------------------------------------------------------- |  | ----- | ------------ | ------------ |
| HDZ                                                                    |  | 36,27 | 682.687      | 61           |
| Narodna koalicija (SDP – HNS – HSS – HSU)                              |  | 33,82 | 636.602      | 54           |
| Most                                                                   |  | 9,91  | 186.626      | 13           |
| Koalicija Jedina opcija (Živi zid – PH – AM – UF)                      |  | 6,23  | 117.208      | 8            |
| IDS – PGS – RI                                                         |  | 2,29  | 43.180       | 3            |
| Koalicija za premijera (BM 365 – REFORMISTI – BUZ – Novi val – HSS SR) |  | 4,04  | 76.054       | 2            |
| HDSSB                                                                  |  | 1,25  | 23.573       | 1            |
| Neovisna lista – Željko Glasnović                                      |  |       | 5.211        | 1            |

Na birališta je izašlo 52,59%  birača Republike Hrvatske.

### Prema stranačkoj pripadnosti
- 55 zastupnika HDZ
- 29 zastupnika SDP
- 10 zastupnika Most
- 5 zastupnika BM 365
- 4 zastupnika GLAS
- 4 zastupnika HNS
- 4 zastupnika HSS
- 3 zastupnika IDS
- 3 zastupnika SDSS
- 2 zastupnika HDS
- 2 zastupnika Živi zid
- 1 zastupnik Demokrati
- 1 zastupnik HRAST
- 1 zastupnik HSLS
- 1 zastupnik HSU
- 1 zastupnik HDSSB
- 1 zastupnik NHR
- 1 zastuonik NLM
- 1 zastupnik NP
- 1 zastupnik PH
- 1 zastupnik Reformisti
- 1 zastupnik SIP
- 1 zastupnik SNAGA
- 1 zastupnik Vladimir Bilek (nac. manjine)
- 1 zastupnik Željko Glasnović (neovisna lista za dijasporu)
- 1 zastupnik Bojan Glavašević (neovisan)
- 1 zastupnik Mario Habek (neovisan)
- 1 zastupnik Zlatko Hasanbegović (neovisan)
- 1 zastupnik Robert Jankovics (nac. manjine)
- 1 zastupnik Veljko Kajtazi (nac. manjine)
- 1 zastupnica Ana Komparić Devčić (neovisna)
- 1 zastupnik Željko Lacković (neovisan)
- 1 zastupnica Ermina Lekaj Prljaskaj (nac. manjine)
- 1 zastupnik Ivica Mišić (neovisan)
- 1 zastupnik Tomislav Panenić (neovisan)
- 1 zastupnik Furio Radin (nac. manjine)
- 1 zastupnik Zdravko Ronko (neovisan)
- 1 zastupnik Tomislav Saucha (neovisan)
- 1 zastupnik Marin Škibola (neovisan)
- 1 zastupnik Marko Vučetić (neovisan)
- 1 zastupnik Tomislav Žagar (neovisan)

Parlamentarne stranke
| Ime                                                    | Akronim   | Ideologija                                                                                       | Politička pozicija | Predsjednik stranke | Sabor    |
| ------------------------------------------------------ | --------- | ------------------------------------------------------------------------------------------------ | ------------------ | ------------------- | -------- |
| Bandić Milan 365 – Stranka rada i solidarnosti         | BM 365    | Socijaldemokracija Populizam                                                                     | Centar             | Milan Bandić        | 5 / 151  |
| Bruna Esih – Zlatko Hasanbegović: Neovisni za Hrvatsku | NHR       | Nacionalni konzervativizam Socijalni konzervativizam Antikomunizam Desni populizam               | Desnica            | Bruna Esih          | 1 / 151  |
| Demokrati                                              | Demokrati | Socijaldemokracija Socijalni liberalizam Zelena politika                                         | Lijevi centar      | Mirando Mrsić       | 1 / 151  |
| Građansko-liberalni savez                              | GLAS      | Liberalizam Socijalni liberalizam Socijalni progresivizam Antifašizam Europizam                  | Lijevi centar      | Anka Mrak-Taritaš   | 4 / 151  |
| HRAST – Pokret za uspješnu Hrvatsku                    | HRAST     | Demokršćanstvo Nacionalni konzervativizam Socijalni konzervativizam Suverenizam                  | Desnica            | Ladislav Ilčić      | 1 / 151  |
| Hrvatska demokratska zajednica                         | HDZ       | Demokršćanstvo Nacionalni konzervativizam Liberalni konzervativizam Europizam                    | Desni centar       | Andrej Plenković    | 55 / 151 |
| Hrvatska demokršćanska stranka                         | HDS       | Demokršćanstvo Nacionalni konzervativizam                                                        | Desnica            | Goran Dodig         | 2 / 151  |
| Hrvatska narodna stranka – liberalni demokrati         | HNS       | Liberalizam Ekonomski liberalizam Socijalni liberalizam Europizam                                | Centar             | Ivan Vrdoljak       | 4 / 151  |
| Hrvatska seljačka stranka                              | HSS       | Agrarizam Zelena politika Liberalizam Socijalni liberalizam Europizam                            | Lijevi centar      | Krešo Beljak        | 4 / 151  |
| Hrvatska socijalno liberalna stranka                   | HSLS      | Liberalizam Liberalni konzervativizam                                                            | Centar             | Darinko Kosor       | 1 / 151  |
| Hrvatska stranka umirovljenika                         | HSU       | Prava umirovljenika                                                                              | Lijevi centar      | Silvano Hrelja      | 1 / 151  |
| Hrvatski demokratski savez Slavonije i Baranje         | HDSSB     | Regionalizam Nacionalni konzervativizam                                                          | Desnica            | Branimir Glavaš     | 1 / 151  |
| Istarski demokratski sabor                             | IDS-DDI   | Regionalizam Liberalizam Socijalni liberalizam Antifašizam Europizam                             | Lijevi centar      | Boris Miletić       | 3 / 151  |
| Most nezavisnih lista – MOST                           | Most      | Konzervativizam Fiskalni konzervativizam Liberalni konzervativizam Ekonomski liberalizam         | Desni centar       | Božo Petrov         | 10 / 151 |
| Narodna stranka – Reformisti                           | NS-R      | Liberalizam Ekonomski liberalizam Regionalizam Europizam                                         | Centar             | Radimir Čačić       | 1 / 151  |
| Nezavisna lista mladih                                 | NLM       | Populizam                                                                                        | Centar             | Ante Pranić         | 1 / 151  |
| Promijenimo Hrvatsku                                   | PH        | Populizam                                                                                        | Centar             | Ivan Lovrinović     | 1 / 151  |
| Samostalna demokratska srpska stranka                  | SDSS      | Interesi srpske nacionalne manjine Socijaldemokracija Antifašizam Europizam                      | Lijevi centar      | Milorad Pupovac     | 3 / 151  |
| Snaga – stranka narodnog i građanskog aktivizma        | SNAGA     | Populizam                                                                                        | Sinkretiziran      | Goran Aleksić       | 1 / 151  |
| Socijaldemokratska partija Hrvatske                    | SDP       | Socijaldemokracija Socijalni liberalizamSekularizam Antifašizam Europizam                        | Lijevi centar      | Davor Bernardić     | 29 / 151 |
| Stranka Ivana Pernara                                  | SIP       | PopulizamPragmatizam Protekcionizam Euroskepticizam Antiglobalizacija Moderna monetarna teorija  | Sinkretiziran      | Ivan Pernar         | 1 / 151  |
| Živi zid                                               | ŽZ        | Populizam Pragmatizam Protekcionizam Euroskepticizam Antiglobalizacija Moderna monetarna teorija | Sinkretiziran      | Ivan Vilibor Sinčić | 2 / 151  |

### Prema klubovima zastupnika
Klub zastupnika Građansko-liberalnog saveza – 4 zastupnika
- Mrak-Taritaš, Anka (GLAS) – predsjednica
- Beus Richembergh, Goran (GLAS)
- Pusić, prof. dr. sc. Vesna (GLAS)
- Turina-Đurić, Nada (GLAS)

Klub zastupnika Hrvatske demokratske zajednice – 55 zastupnika
- Bačić, Branko (HDZ) – predsjednik
- Babić, univ. spec. Ante (HDZ)
- Bačić, Ante (HDZ)
- Balić, Marijana (HDZ)
- Baričević, Martin (HDZ)
- Barišić, Dražen (HDZ)
- Borić, Josip (HDZ)
- Brkić, Milijan (HDZ)
- Culej, Stevo (HDZ)
- Ćelić, Ivan (HDZ)
- Ćosić, Pero (HDZ)
- Đakić, Josip (HDZ)
- Felak, Damir (HDZ)
- Glavak, Sunčana (HDZ)
- Jandroković, Gordan (HDZ)
- Jelkovac, Marija (HDZ)
- Josić, Željka (HDZ)
- Juričev-Martinčev, Branka (HDZ)
- Karlić, Mladen (HDZ)
- Kirin, Ivan (HDZ)
- Klarić, Tomislav (HDZ)
- Kliman, Anton (HDZ)
- Kopić, Vlatko (HDZ)
- Kovač, dr. sc. Miro (HDZ)
- Križanić, dr. sc. Josip (HDZ)
- Kuščević, Lovro (HDZ)
- Lipošćak. Tomislav (HDZ)
- Lončar, Davor (HDZ)
- Lucić, Franjo (HDZ)
- Lukačić, Ljubica (HDZ)
- Ljubić, prof. dr. sc. Božo (HDZ)
- Mačković, Marija (HDZ)
- Maksimčuk, Ljubica (HDZ)
- Marić, doc. dr. sc. Goran (HDZ)
- Mikulić, Domagoj (HDZ)
- Milinković, Dražen (HDZ)
- Milošević, Domagoj Ivan (HDZ)
- Perić, Grozdana (HDZ)
- Petrijevčanin Vuksanović, dr. sc. Irena (HDZ)
- Plazonić, Ante (HDZ)
- Raguž, Željko (HDZ)
- Reiner, akademik Željko (HDZ)
- Sanader, Ante (HDZ)
- Stier, Davor Ivo (HDZ)
- Stričak, Anđelko (HDZ)
- Šapina, Stipo (HDZ)
- Šimić, Marko (HDZ)
- Šipić, Ivan (HDZ)
- Škorić, Petar (HDZ)
- Šuker, Ivan (HDZ)
- Tolušić, Tomislav (HDZ)
- Totgergeli, mr. sc. Miro (HDZ)
- Tuđman, prof. dr. sc. Miroslav (HDZ)
- Tušek, Žarko (HDZ)
- Vranješ, Dragica (HDZ)

Klub zastupnika Hrvatske demokršćanske stranke, Hrvatske socijalno-liberalne stranke i Hrvatskog demokratskog saveza Slavonije i Baranje – 4 zastupnika
- Hrg, Branko (HDS) – predsjednik
- Kosor, Darinko (HSLS)
- Dodig, prof. dr. sc. Goran (HDS)
- Glavaš, Branimir (HDSSB)

Klub zastupnika Hrvatske narodne stranke – liberalnih demokrata – 6 zastupnika
- Batinić, Milorad (HNS) – predsjednik
- Čuraj, Stjepan (HNS)
- Habek, Mario (neo.)
- Makar, Božica (HNS)
- Saucha, Tomislav (neo.)
- Topolko, univ. spec. Bernarda (HNS)

Klub zastupnika Hrvatske seljačke stranke i Demokrata – 5 zastupnika
- Beljak, univ. spec. Krešo (HSS) – predsjednik
- Lenart, Željko (HSS)
- Mrsić, Mirando (Demokrati)
- Petin, Ana-Marija (HSS)
- Vlaović, Davor (HSS)

Klub Hrvatske stranke umirovljenika nezavisnih zastupnika i SNAGE-e – 5 zastupnika
- Glavašević, Bojan (neo.) – predsjednik
- Aleksić, Goran (SNAGA)
- Hrelja, Silvano (HSU)
- Vučetić, doc. dr. sc. Marko (neo.)
- Žagar, Tomislav (neo.)

Klub zastupnika Hrvatskih suverenista i nezavisnih zastupnika Željka Glasnovića i Zlatka Hasanbegovića – 3 zastupnika
- Hasanbegović, dr. sc. Zlatko (neo.) – predsjednik
- Glasnović, Željko (neo.)
- Zekanović, Hrvoje (HRAST)

Klub Zastupnika Istarskog demokratskog sabora, Primorsko-goranskog saveza, Liste za Rijeku – 4 zastupnika
- Sponza, Giovanni (IDS) – predsjednik
- Daus, Emil (IDS)
- Demetlika, Tulio (IDS)
- Radin, dr. sc. Furio**

Klub zastupnika Mosta nezavisnih lista – 10 zastupnika
- Grmoja, Nikola (Most) – predsjednik
- Bulj, Miro (Most)
- Čikotić, Sonja (Most)
- Dobrović, prof. dr. sc. Slaven (Most)
- Ninčević-Lesandrić, dipl. oec. Ivana (Most)
- Petrov, dr. med. Božo (Most)
- Podolnjak, prof. dr. sc. Robert (Most)
- Runtić, Hrvoje (Most)
- Sladoljev, Marko (Most)
- Strenja-Linić, dr. sc. Ines (Most)

Klub zastupnika Nezavisne liste mladih – 3 zastupnika
- Škibola, mag. oec. Marin (neo.) – predsjednik
- Panenić, univ. spec. Tomislav (Most)
- Pranić, mag. ing. Ante (NLM)

Klub zastupnika Samostalne demokratske srpske stranke – 3 zastupnika
- Milošević, Boris** – predsjednik
- Jeckov, Dragana**
- Pupovac, prof. dr. sc. Milorad**

Klub zastupnika Socijaldemokratske partije Hrvatske – 29 zastupnika
- Bauk, Arsen (SDP) – predsjednik
- Babić, Vedran (SDP)
- Bernardić, Davor (SDP)
- Dragovan, Igor (SDP)
- Đujić, Saša (SDP)
- Glasovac, Sabina (SDP)
- Grbin, Peđa (SDP)
- Grčić, prof. dr. sc. Branko (SDP)
- Grgić, Vinko (SDP)
- Hajdaš Dončić, dr. sc. Siniša (SDP)
- Hajduković, univ. spec. Domagoj (SDP)
- Jerković, prof. dr. sc. Romana (SDP)
- Jovanović, doc. dr. sc. Željko (SDP)
- Klarin, Ivan (SDP)
- Klisović, Joško (SDP)
- Kovač, Stjepan (SDP)
- Lalovac, mr. sc. Boris (SDP)
- Luc-Polanc, Marta (SDP)
- Maras, Gordan (SDP)
- Mateljan, Damir (SDP)
- Miljenić, mr. sc. Orsat (SDP)
- Ostojić, Ranko (SDP)
- Parić, Darko (SDP)
- Prelec, Alen (SDP)
- Stazić, Nenad (SDP)
- Tomić, dr. sc. Damir (SDP)
- Vešligaj, Marko (SDP)
- Vidović, Franko (SDP)
- Zmajlović, Mihael (SDP)

Klub zastupnika Stranke rada i solidarnosti i neovisnih zastupnika – 11 zastupnika
- Varda, Kažimir (BM 365) – predsjednik
- Bilek, Vladimir**
- Kajtazi, Veljko**
- Komparić Devčić, Ana (neo.)
- Lekaj Prljaskaj, Ermina**
- Madjer, Mladen (BM 365)
- Mišić, Ivica (neo.)
- Opačić, Milanka (BM 365)
- Puh, Marija (BM 365)
- Ronko, Zdravko (neo)
- Varga, Siniša (BM 365)

Zastupnici izvan klubova političkih stranaka – 9 zastupnika
- Dumbović, Darinko (Reformisti)
- Esih, Bruna (NHR)
- Jankovics, Robert**
- Lacković, Željko (neo.)
- Lovrinović, Ivan (PH)
- Orepić, Vlaho (neo.)
- Pernar, Ivan (neo.)
- Sabolek, Snježana (Živi zid)
- Vucelić, Damjan (Živi zid)

**zastupnici nacionalnih manjina

## Promjene
| STRANKA                | Izbori 2016.                           | Stanje 4. rujna 2019.                    |
| ---------------------- | -------------------------------------- | ---------------------------------------- |
| HDZ                    | 56                                     | 55 ↓                                     |
| SDP                    | 38                                     | 29 ↓                                     |
| Most                   | 11                                     | 10 ↓                                     |
| HNS                    | 9                                      | 4 ↓                                      |
| nez.                   | 5                                      | 13↑                                      |
| HSS                    | 5                                      | 4 ↓                                      |
| Živi zid               | 5                                      | 2 ↓                                      |
| IDS                    | 3                                      | 3 =                                      |
| HDS                    | 2                                      | 2 =                                      |
| HSU                    | 2                                      | 1 ↓                                      |
| PH                     | 2                                      | 1 ↓                                      |
| BM 365                 | 1                                      | 5 ↑                                      |
| HDSSB                  | 1                                      | 1 =                                      |
| HRAST                  | 1                                      | 1 =                                      |
| HSLS                   | 1                                      | 1 =                                      |
| Reformisti             | 1                                      | 1 =                                      |
| Demokrati              | 0                                      | 1 ↑                                      |
| GLAS                   | 0                                      | 4 ↑                                      |
| NHR                    | 0                                      | 1 ↑                                      |
| NLM                    | 0                                      | 1 ↑                                      |
| NP                     | 0                                      | 1 ↑                                      |
| SIP                    | 0                                      | 1 ↑                                      |
| SNAGA                  | 0                                      | 1 ↑                                      |
| Zastupnik              | Prijašnja pripadnost                   | Sadašnja pripadnost                      |
| Bruna Esih             | neo. (klub HDZ) – vladajuća koalicija  | NHR – oporba                             |
| Zlatko Hasanbegović    | HDZ – vladajuća koalicija              | neo. (klub Hrv. suver. i neo.) – oporba  |
| Hrvoje Zekanović       | HRAST (klub HDZ) – vladajuća koalicija | HRAST (klub Hrv. suver. i neo.) – oporba |
| Željko Glasnović       | neo. (klub NHR) – oporba               | neo. (klub Hrv. suver. i neo.) – oporba  |
| Anka Mrak-Taritaš      | HNS – oporba                           | GLAS – oporba                            |
| Goran Beus Richembergh | HNS – oporba                           | GLAS – oporba                            |
| Nada Turina-Đurić      | HNS – oporba                           | GLAS – oporba                            |
| Vesna Pusić            | HNS – oporba                           | GLAS – oporba                            |
| Marija Puh             | HNS – vladajuća koalicija              | BM 365 – vladajuća koalicija             |
| Kažimir Varda          | HSU – oporba                           | BM 365 – vladajuća koalicija             |
| Mladen Madjer          | HSS – oporba                           | BM 365 – vladajuća koalicija             |
| Milanka Opačić         | SDP – oporba                           | BM 365 – vladajuća koalicija             |
| Siniša Varga           | SDP – oporba                           | BM 365 – vladajuća koalicija             |
| Tomislav Saucha        | SDP – oporba                           | neo. (klub HNS) – vladajuća koalicija    |
| Mario Habek            | SDP – oporba                           | neo. (klub HNS) – vladajuća koalicija    |
| Zdravko Ronko          | SDP – oporba                           | neo. (klub BM 365) – vladajuća koalicija |
| Ana Komparić Devčić    | SDP – oporba                           | neo. (klub BM 365) – vladajuća koalicija |
| Mirando Mrsić          | SDP – oporba                           | Demokrati – oporba                       |
| Tomislav Žagar         | SDP – oporba                           | neo. (klub HSU, neo. i SNAGE) – oporba   |
| Bojan Glavašević       | SDP – oporba                           | neo. (klub HSU, neo. i SNAGE) – oporba   |
| Marko Vučetić          | neo. (klub Most) – oporba              | neo. (klub HSU, neo. i SNAGE) – oporba   |
| Ante Pranić            | NLM (klub Most) – oporba               | NLM – oporba                             |
| Tomislav Panenić       | Most – oporba                          | neo. (klub NLM) – oporba                 |
| Vlaho Orepić           | Most – oporba                          | NP – oporba                              |
| Hrvoje Runtić          | Živi zid – oporba                      | Most – oporba                            |
| Marin Škibola          | Živi zid – oporba                      | neo. (klub NLM) – oporba                 |
| Ivan Pernar            | Živi zid – oporba                      | SIP – oporba                             |
| Goran Aleksić          | neo. (klub Živi zid) – oporba          | SNAGA – oporba                           |
| Ivica Mišić            | PH – oporba                            | neo. (klub BM 365) – vladajuća koalicija |

## Predsjednik i potpredsjednici
Od 14. listopada 2016. do 5. svibnja 2017. godine dužnost predsjednika Hrvatskoga sabora obnašao je Božo Petrov (Most nezavisnih lista) koji je podnio ostavku na tu dužnost 4. svibnja. Poslijeizbornim dogovorom između HDZ i Mosta nezavisnih lista postignut je sporazum da prve dvije godine mandata devetog saziva Hrvatskog sabora predsjednik bude Božo Petrov kao čelnik Mosta, a druge dvije godine mjesto predsjednika sabora pripast će predstavniku HDZ-a.
Za potpredsjednike su izabrani:
- Milijan Brkić (HDZ),[7]
- Željko Reiner (HDZ),[8]
- Gordan Jandroković (HDZ),[9]
- Milanka Opačić (SDP),[10]
- Ivan Vrdoljak (HNS).[11]

Hrvatski sabor 5. svibnja 2017. godine donio je odluku o izboru Gordana Jandrokovića (HDZ) na dužnost predsjednika Hrvatskoga sabora te odluku o njegovu razrješenju s dužnosti potpredsjednika Sabora.
Hrvatski sabor 19. lipnja 2017. godine donio je odluku o prestanku zastupničkog mandata zastupnika Ivana Vrdoljaka (HNS) te je donio je odluku o izboru nezavisnog zastupnika Furia Radina (nacionalne manjine) na dužnost potpredsjednika Hrvatskoga sabora.
Hrvatski sabor 30. lipnja 2017. godine donio je odluku o razrješenju zastupnice Milanke Opačić (BM 365) s dužnosti potpredsjednice Hrvatskoga sabora te odluke o izboru zastupnika Bože Petrova (MOST) i zastupnika Siniše Hajdaša Dončića (SDP) na dužnost potpredsjednika Hrvatskoga sabora.
Hrvatski sabor 19. ožujka 2020. godine donio je odluke o razrješenju potpredsjednika Hrvatskoga sabora Milijana Brkića (HDZ) i imenovanju potpredsjednika Hrvatskoga sabora Ante Sanadera (HDZ).
Potpredsjednici :
- Ante Sanader (HDZ),
- Željko Reiner (HDZ),[8]
- Furio Radin (nacionalne manjine)
- Siniša Hajdaš Dončić (SDP)
- Božo Petrov (Most)